# Санта-Колома B
«Санта-Колома B» (кат. Futbol Club Santa Coloma B) — андоррский футбольный клуб из одноименного города, выступающий во втором дивизионе Андорры. Является фарм-клубом «Санта-Коломы», которая выступает в чемпионате Андорры. Домашние матчи проводит на стадионах Федерации футбола Андорры.

## История
Команда приняла участие в первом чемпионате второго дивизиона Андорры и заняла в сезоне 1999/00 третье место. В следующих двух сезонах «Санта-Колома B» повторила этот результат. В сезоне 2004/05 команда стала победителем Сегона Дивизио, однако фарм-клубу по правилам первенства нельзя было перейти высший дивизион, и в Примера Дивизио вышла команда которая заняла второе место — «Экстременья». Также в этом сезоне команда дошла до 1/4 финала Кубка Андорры, что является её наилучшим выступлением за всю историю.
В сезоне 2006/07 резервисты «Санта-Коломы» стали обладателем серебряных медалей второго дивизиона. В следующем сезоне 2007/08 клуб был переименован и заменён на команду «Унио Эспортива Санта-Колома», которая и вышла в чемпионат Андорры. В последующие три года дублирующий состав «Санта-Коломы» не участвовал в Сегона Дивизио. В сезоне 2013/14 команда в четвёртый раз заняла третье место во втором дивизионе Андорры. В сезоне 2014/15 дубль «Санта-Коломы» был распущен, однако уже в следующем сезоне команда вновь принимала участие во втором дивизионе и заняла там девятое место.

## Стадион

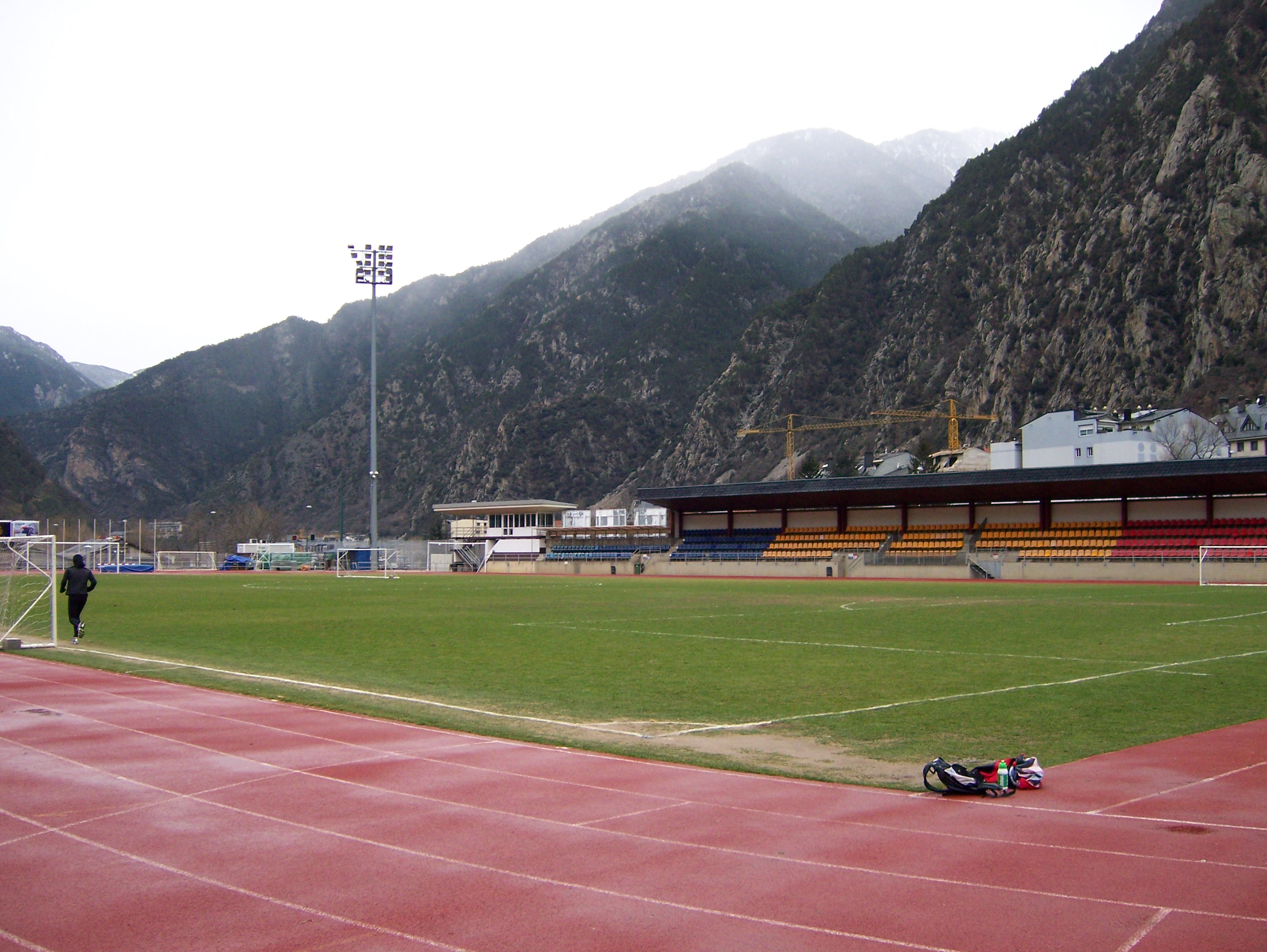
Стадион «Комуналь д’Ашоваль»

Футбольная федерация Андорры проводит матчи Примера и Сегона Дивизио на принадлежащих ей стадионах. Также федерация распределяет стадионы и поля для тренировок для каждой команды. Стадион «Комуналь д’Ашоваль» расположен на юге Андорры в Сан-Жулиа-де-Лория и вмещает 899 зрителей. Иногда матчи проводятся в приграничном с Андоррой испанском городе Алас-и-Серк, на стадионе «Сентре Эспортиу д'Алас», вмещающем 1500 человек или на тренировочном поле в Ордино.

## Достижения
- Победитель второго дивизиона Андорры (1): 2004/05
- Серебряный призёр второго дивизиона Андорры (1): 2006/07
- Бронзовый призёр второго дивизиона Андорры (4): 1999/00, 2000/01, 2001/02, 2012/13
- Бронзовый призёр Кубка Федерации Андорры (1): 2017

## Главные тренеры
- Франсеск Круз Мартос (2013)[12]
- Хавьер Камачо Расо (2014)[13]
- Альберт Рибера Контрерас (2015—н. в.)[14]

## Статистика
| Сезон   | Дивизион       | Место в чемпионате                                         | И                                                          | В                                                          | Н                                                          | П                                                          | ГЗ                                                         | ГП                                                         | О                                                          | Кубок Андорры                                              | Кубок Федерации                                            | Примечание |
| ------- | -------------- | ---------------------------------------------------------- | ---------------------------------------------------------- | ---------------------------------------------------------- | ---------------------------------------------------------- | ---------------------------------------------------------- | ---------------------------------------------------------- | ---------------------------------------------------------- | ---------------------------------------------------------- | ---------------------------------------------------------- | ---------------------------------------------------------- | ---------- |
| 1999/00 | Сегона Дивизио | 3 из 8                                                     |                                                            |                                                            |                                                            |                                                            |                                                            |                                                            |                                                            |                                                            |                                                            |            |
| 2000/01 | Сегона Дивизио | 3 из 7                                                     | 6                                                          | 1                                                          | 2                                                          | 3                                                          | 7                                                          | 12                                                         | 13                                                         | 1/8 финала                                                 |                                                            |            |
| 2001/02 | Сегона Дивизио | 3 из 7                                                     | 17                                                         | 8                                                          | 1                                                          | 8                                                          | 48                                                         | 39                                                         | 25                                                         |                                                            |                                                            |            |
| 2002/03 | Сегона Дивизио | 4 из 7                                                     | 18                                                         | 6                                                          | 5                                                          | 7                                                          | 34                                                         | 43                                                         | 23                                                         | 1/16 финала                                                |                                                            |            |
| 2003/04 | Сегона Дивизио | 5 из 9                                                     | 16                                                         | 8                                                          | 1                                                          | 7                                                          | 41                                                         | 39                                                         | 25                                                         | 1/8 финала                                                 |                                                            |            |
| 2004/05 | Сегона Дивизио | 1 из 8                                                     | 18                                                         | 13                                                         | 3                                                          | 2                                                          | 49                                                         | 16                                                         | 42                                                         | 1/4 финала                                                 |                                                            |            |
| 2005/06 | Сегона Дивизио | 4 из 7                                                     | 18                                                         | 7                                                          | 3                                                          | 8                                                          | 33                                                         | 30                                                         | 24                                                         | 1/16 финала                                                |                                                            |            |
| 2006/07 | Сегона Дивизио | 2 из 8                                                     | 20                                                         | 10                                                         | 5                                                          | 5                                                          | 47                                                         | 33                                                         | 35                                                         | 1/8 финала                                                 |                                                            |            |
| 2007/08 | Сегона Дивизио | Команда была переименована в «Унио Эспортива Санта-Колома» | Команда была переименована в «Унио Эспортива Санта-Колома» | Команда была переименована в «Унио Эспортива Санта-Колома» | Команда была переименована в «Унио Эспортива Санта-Колома» | Команда была переименована в «Унио Эспортива Санта-Колома» | Команда была переименована в «Унио Эспортива Санта-Колома» | Команда была переименована в «Унио Эспортива Санта-Колома» | Команда была переименована в «Унио Эспортива Санта-Колома» | Команда была переименована в «Унио Эспортива Санта-Колома» | Команда была переименована в «Унио Эспортива Санта-Колома» |            |
|         | Сегона Дивизио |                                                            |                                                            |                                                            |                                                            |                                                            |                                                            |                                                            |                                                            |                                                            |                                                            |            |
| 2010/11 | Сегона Дивизио | 5 из 10                                                    | 18                                                         | 11                                                         | 1                                                          | 6                                                          | 42                                                         | 40                                                         | 34                                                         | 1/16 финала                                                |                                                            |            |
| 2011/12 | Сегона Дивизио | 5 из 10                                                    | 18                                                         | 9                                                          | 3                                                          | 6                                                          | 63                                                         | 32                                                         | 30                                                         | 1/8 финала                                                 |                                                            |            |
| 2012/13 | Сегона Дивизио | 3 из 12                                                    | 22                                                         | 13                                                         | 2                                                          | 7                                                          | 48                                                         | 39                                                         | 41                                                         | 1/32 финала                                                |                                                            |            |
| 2013/14 | Сегона Дивизио | 9 из 15                                                    | 14                                                         | 5                                                          | 1                                                          | 8                                                          | 39                                                         | 41                                                         | 16                                                         | 1/32 финала                                                | Групповой раунд                                            |            |
| 2013/14 | Сегона Дивизио | Не принимала участие во втором раунде                      |                                                            |                                                            |                                                            |                                                            |                                                            |                                                            |                                                            | 1/32 финала                                                | Групповой раунд                                            |            |
| 2014/15 | Сегона Дивизио | Покинула турнир                                            | Покинула турнир                                            | Покинула турнир                                            | Покинула турнир                                            | Покинула турнир                                            | Покинула турнир                                            | Покинула турнир                                            | Покинула турнир                                            |                                                            |                                                            |            |
| 2015/16 | Сегона Дивизио | 9 из 14                                                    | 23                                                         | 6                                                          | 4                                                          | 13                                                         | 44                                                         | 58                                                         | 22                                                         |                                                            |                                                            |            |
| 2016/17 | Сегона Дивизио | 6 из 10                                                    | 18                                                         | 7                                                          | 2                                                          | 9                                                          | 28                                                         | 39                                                         | 23                                                         |                                                            | 3-е место                                                  |            |
| 2016/17 | Сегона Дивизио | Не принимала участие во втором раунде                      |                                                            |                                                            |                                                            |                                                            |                                                            |                                                            |                                                            |                                                            | 3-е место                                                  |            |
|         | Сегона Дивизио |                                                            |                                                            |                                                            |                                                            |                                                            |                                                            |                                                            |                                                            |                                                            |                                                            |            |
| 2021/22 | Сегона Дивизио | 8 из 11                                                    | 20                                                         | 6                                                          | 0                                                          | 14                                                         | 32                                                         | 79                                                         | 18                                                         |                                                            |                                                            |            |